# UEFAチャンピオンズリーグ 2009-10 決勝
UEFAチャンピオンズリーグ 2009-10 決勝は、UEFAチャンピオンズリーグ 2009-10の決勝戦であり、55回目のUEFAチャンピオンズリーグの決勝戦である。2010年5月22日にスペイン・マドリードのエスタディオ・サンティアゴ・ベルナベウで行われ、インテルが45年ぶり3回目の優勝を果たした。

## 概要

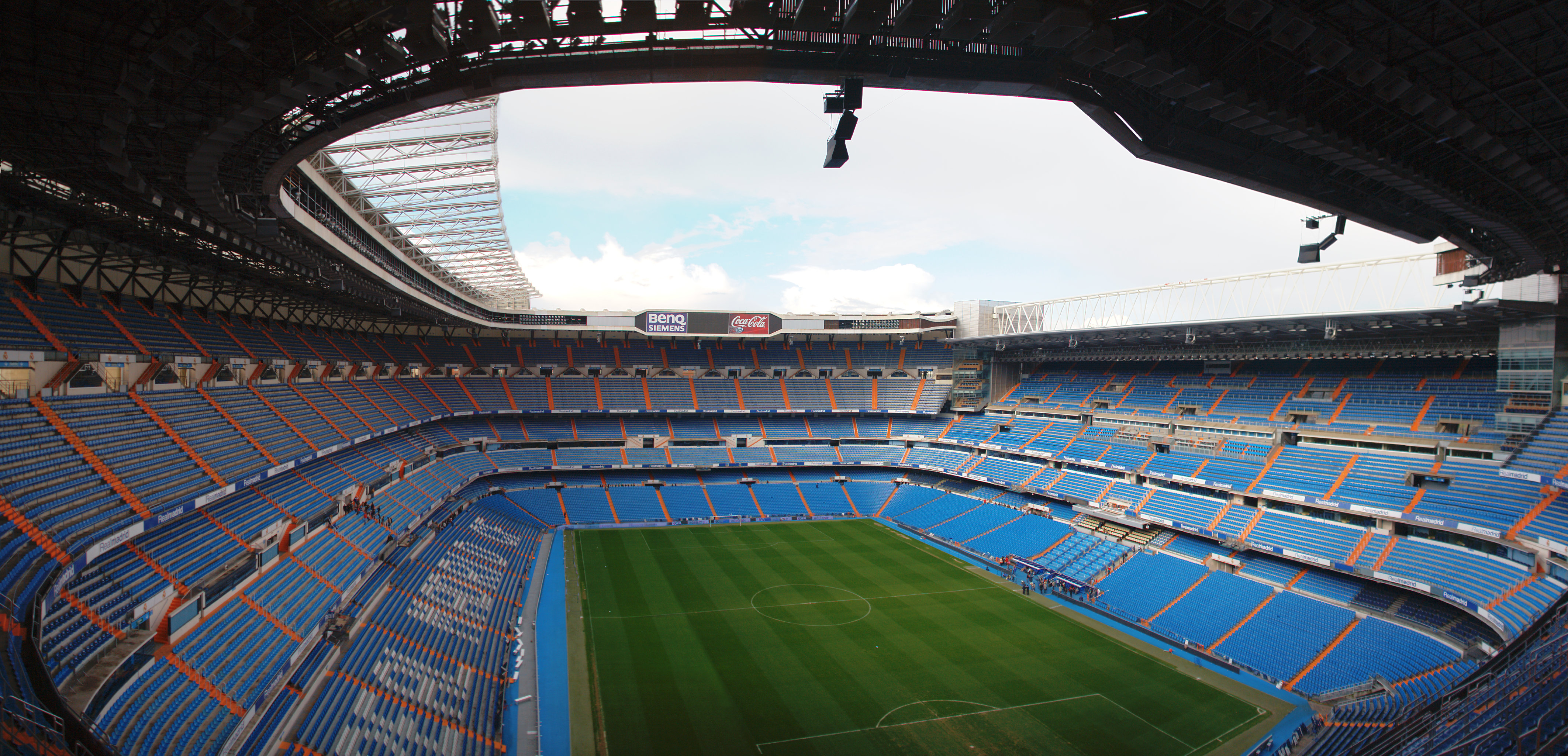
決勝戦の舞台となったサンティアゴ・ベルナベウ

### 決勝戦までの道程
5年連続で決勝に進出していたイングランド勢がベスト8で全滅という波乱が起こった今大会、決勝戦は前年度までとは異なる対戦カードとなった。
ルイ・ファン・ハール監督に率いられたバイエルン・ミュンヘンの前評判は決して高く無く、一時はグループリーグ敗退の危機に追い込まれていたものの、最終節でユヴェントスを下してなんとか2位で決勝トーナメントへ。決勝トーナメントではACFフィオレンティーナとマンチェスター・ユナイテッドFCをアリエン・ロッベンの決勝ゴールなどで下し、準決勝ではフランスのオリンピック・リヨンをトータルスコア4-0で撃破。優勝した2001年以来の9年ぶりの決勝進出を決めた。しかしロッベンと共にチームを決勝まで導いてきたエースのフランク・リベリーが、準決勝の第2戦で警告(イエローカード)を受けたため、累積警告により決勝戦は出場停止となった。
一方のインテルはジョゼ・モウリーニョを監督として招聘してから2年目のシーズンであり、シーズン前にディエゴ・ミリートやサミュエル・エトー、ヴェスレイ・スナイデルを獲得するなどして大型補強を敢行。だがこちらもグループリーグでは苦戦。3節まで勝ち星は無く、4節のディナモ・キエフ戦での逆転勝利が今大会の初勝利となった。結局最終節でなんとか勝ち上がった。決勝トーナメントでは1回戦でモウリーニョ監督の古巣チェルシーFCを相手にホーム・アウェイ共に勝利し、準々決勝でもCSKAモスクワを下して準決勝へ。準決勝ではグループリーグでも同居した前年度王者FCバルセロナとの対戦になった。第1戦のホームで3-1と勝利し、第2戦のアウェイでは相手の猛攻を1点で凌ぎ切ってトータルスコア3-2で勝ち上がりを決め、38年ぶりの決勝進出を果たした。
その後、チャンピオンズリーグ決勝進出を決めた両チームは国内のリーグ戦・カップ戦共に優勝してダブルを果たし、互いにトレブルがかかった対戦となった。またバイエルン・ミュンヘンのルイ・ファン・ハール監督がFCバルセロナの監督を務めていた1997年から2000年の間に、インテルのジョゼ・モウリーニョ監督がFCバルセロナのアシスタント・コーチを務めていた時期があったため、ファン・ハールとモウリーニョとのかつての師弟対決ともなった。

### 試合経過

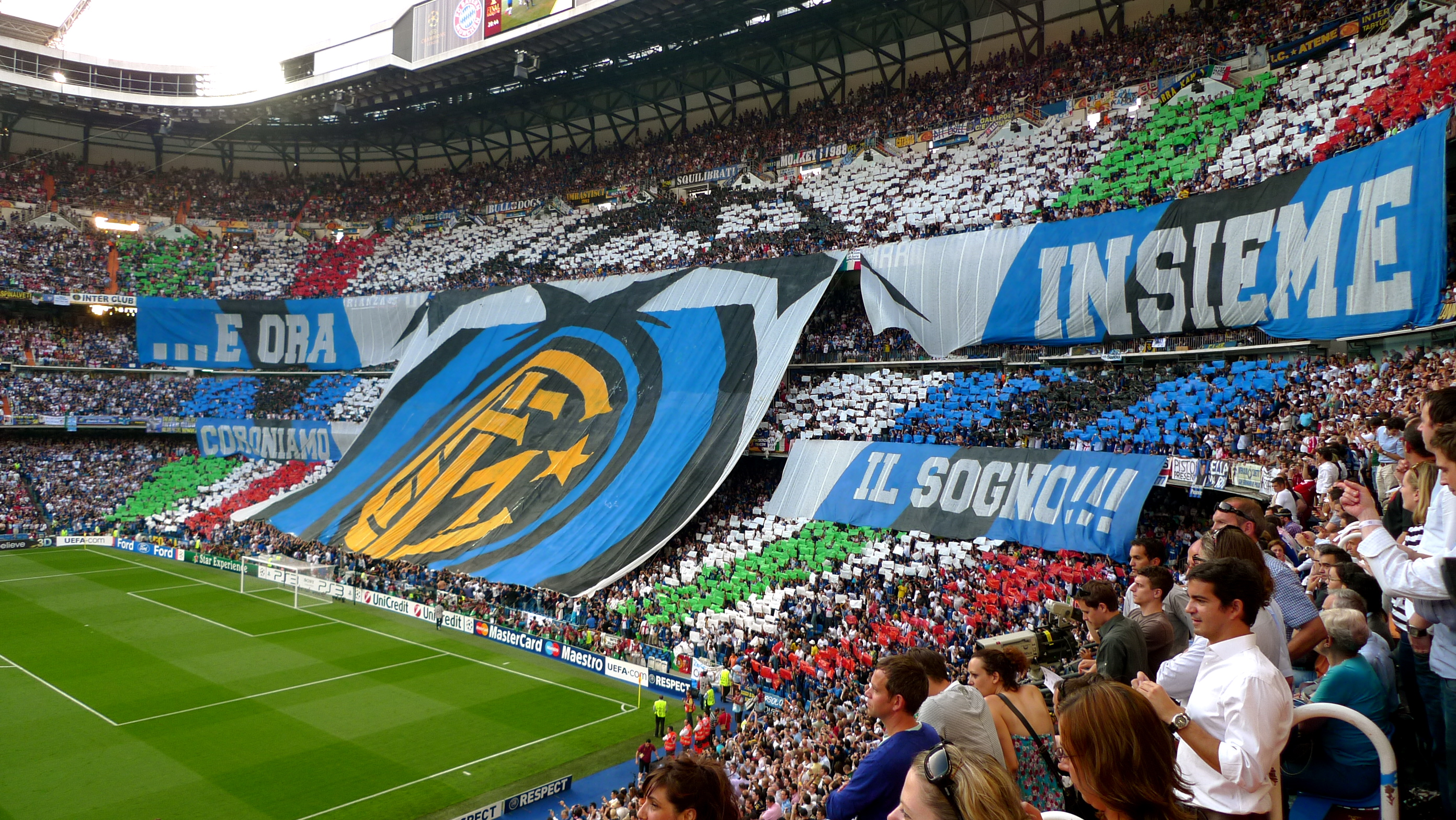
インテルファンに掲げられる横断幕

バイエルン・ミュンヘンは出場停止のリベリーに代わって、トルコ代表のハミト・アルトゥントップがスタメンに入った。
前半は序盤から両チームとも大きなチャンスは作れず静かな立ち上がりとなったが、インテルのGKジュリオ・セザルからのクリア・ボールをディエゴ・ミリートがヘディングでヴェスレイ・スナイデルに落とし、スナイデルからのリターンパスをミリートが受けてシュートまで持ち込み前半35分に先制した。前半終了前にもスナイデルにチャンスがあったがバイエルン・ミュンヘンのGKハンス＝イェルク・ブットの真正面に飛びセーブされた。
後半は開始早々にバイエルン・ミュンヘンにビッグ・チャンスが訪れるが、トーマス・ミュラーのシュートをジュリオ・セザルがセーブして得点を奪えず。すると後半の25分にカウンターからディエゴ・ミリートがバイエルン・ミュンヘンのDFダニエル・ファン・ブイテンを1対1でかわしてシュートし、2点目を決めた。バイエルン・ミュンヘンはロッベンを中心に攻めたものの、インテルの堅い守備を相手に得点することが出来ず2-0のまま試合終了。インテルが45年ぶり、3度目となる悲願のチャンピオンズリーグ優勝を果たすと共に、イタリア史上初となるセリエA、コッパ・イタリア、UEFAチャンピオンズリーグを制覇しての主要タイトル3冠(トレブル)を成し遂げた。

### 試合後
試合終了後、インテルの監督ジョゼ・モウリーニョはキャプテンのハビエル・サネッティら選手達、インテルの会長マッシモ・モラッティと抱き合いながら涙を流した。さらにスタジアムを自動車で離れる際に、一人たたずむマルコ・マテラッツィを見つけると、車から降りてマテラッツィの元に駆け寄り抱擁を交わしながらここでも涙を流した。また試合後に行われた記者会見でインテルの監督を辞任することを表明。後日、決勝の開催地サンティアゴ・ベルナベウをホームとするレアル・マドリードの監督に就任した。

## 詳細
| 2010年5月22日 20:45 CEST |

| バイエルン・ミュンヘン | 0 – 2  | インテル            |
|                        | Report | ミリート 35分, 70分 |

| サンティアゴ・ベルナベウ, マドリード 観客数: 73,490人 主審: ハワード・ウェブ |

| バイエルン・ミュンヘン | インテル |

| バイエルン・ミュンヘン: |    |                              |      |      |
|                         |    |                              |      |      |
| GK                      | 22 | ハンス＝イェルク・ブット     |      |      |
| RB                      | 21 | フィリップ・ラーム           |      |      |
| CB                      | 5  | ダニエル・ファン・ブイテン   |      |      |
| CB                      | 6  | マルティン・デミチェリス     | 26分 |      |
| LB                      | 28 | ホルガー・バトシュトゥバー   |      |      |
| RM                      | 10 | アリエン・ロッベン           |      |      |
| CM                      | 17 | マルク・ファン・ボメル (c)   | 78分 |      |
| CM                      | 31 | シュヴァインシュタイガー     |      |      |
| LM                      | 8  | ハミト・アルトゥントップ     |      | 63分 |
| CF                      | 25 | トーマス・ミュラー           |      |      |
| CF                      | 11 | イヴィツァ・オリッチ         |      | 74分 |
| 控え:                   |    |                              |      |      |
| GK                      | 1  | ミヒャエル・レンジング       |      |      |
| DF                      | 13 | アンドレアス・ゲルリッツ     |      |      |
| DF                      | 26 | ディエゴ・コンテント         |      |      |
| MF                      | 23 | ダニエル・プラニッチ         |      |      |
| MF                      | 44 | アナトリー・ティモシュチュク |      |      |
| FW                      | 18 | ミロスラフ・クローゼ         |      | 63分 |
| FW                      | 33 | マリオ・ゴメス               |      | 74分 |
| 監督:                   |    |                              |      |      |
| ルイ・ファン・ハール    |    |                              |      |      |

| インテル:            |    |                          |      |        |
|                      |    |                          |      |        |
| GK                   | 12 | ジュリオ・セザル         |      |        |
| RB                   | 13 | マイコン                 |      |        |
| CB                   | 6  | ルッシオ                 |      |        |
| CB                   | 25 | ワルテル・サムエル       |      |        |
| LB                   | 26 | クリスティアン・キヴ     | 30分 | 68分   |
| CM                   | 4  | ハビエル・サネッティ (c) |      |        |
| CM                   | 19 | エステバン・カンビアッソ |      |        |
| AM                   | 10 | ヴェスレイ・スナイデル   |      |        |
| RF                   | 9  | サミュエル・エトー       |      |        |
| CF                   | 22 | ディエゴ・ミリート       |      | 90+2分 |
| LF                   | 27 | ゴラン・パンデフ         |      | 79分   |
| 控え:                |    |                          |      |        |
| GK                   | 1  | フランチェスコ・トルド   |      |        |
| DF                   | 2  | イバン・コルドバ         |      |        |
| DF                   | 23 | マルコ・マテラッツィ     |      | 90+2分 |
| MF                   | 5  | デヤン・スタンコビッチ   |      | 68分   |
| MF                   | 11 | サリー・ムンタリ         |      | 79分   |
| MF                   | 17 | マクドナルド・マリガ     |      |        |
| FW                   | 45 | マリオ・バロテッリ       |      |        |
| 監督:                |    |                          |      |        |
| ジョゼ・モウリーニョ |    |                          |      |        |